# Jill Price
Jill Price (nascida Rosenberg em 30 de Dezembro de 1965) é uma mulher americana, do sul da Califórnia, diagnosticada com hipertimesia. Ela foi a primeira pessoa no mundo a receber tal diagnóstico, e foi o seu caso que inspirou a pesquisa sobre a hipertimesia. Ela é coautora de um livro sobre o assunto.

## Habilidades
Jill consegue recitar detalhes de todos os dias de sua vida a partir dos quatorze anos de idade. Ela pode recordar vários momentos obscuros da sua vida com grandes detalhes. Sua condição, denominada de hipertimesia, ou "síndrome hipertiméstica", é caracterizada por uma memória autobiográfica altamente superior.
Seu caso foi originalmente pesquisado por uma equipe da Universidade da Califórnia em Irvine - Elizabeth Parker, Larry Cahill e James McGaugh. Jill pode aparentemente se lembrar de todos os dias de sua vida a partir dos 14 anos: "A partir de 5 de Fevereiro de 1980, eu me lembro de tudo. Era uma terça-feira". O primeiro relatório sobre o estudo de seu cérebro foi publicado em 2006. Em 2008, com Bart Davis, ela escreveu o livro The Woman Who Can't Forget, explicando sua vida com a condição. O livro permitiu que sua popularidade subisse internacionalmente, levando a uma demanda em aparições públicas.
O cérebro de Jill foi submetido a uma neuroimagiologia, e o hipocampo e o córtex pré-frontal eram alegadamente normais. Contudo, o psicólogo Gary Marcus afirmou que seu cérebro se assemelhava àqueles de pessoas com transtorno obsessivo-compulsivo (TOC). Com base em testes que realizou sobre ela, bem como observações pessoais, Marcus especulou que sua memória autobiográfica incomum seria, na verdade, um subproduto de fazer compulsivamente anotações em diários. Jill reagiu com raiva a tais alegações e McGaugh também expressou ceticismo por tal explicação. Em Setembro de 2012, Jill deu sua primeira entrevista em mais de um ano para o documentário The Boy Who Can't Forget, do canal britânico de TV Channel 4 e forneceu uma visão de quão difícil a vida pode ser para pessoas que têm essa condição.
A pesquisadora Dr. Julia Simner, do Departamento de Psicologia da Universidade de Edimburgo, especulou que as habilidades de Jill estariam intimamente ligadas a suas visualizações do tempo no espaço, uma forma de sinestesia.

## Obras Publicadas
- Price, J. and Davis, B. 2008, The Woman Who Can't Forget: The Extraordinary Story of Living with the Most Remarkable Memory Known to Science—A Memoir, Free Press.

## Ligações Externas
- Interview with 20/20's Diane Sawyer
- ABC News article
- Telegraph - The woman who can remember everything
- Blessed and Cursed by an Extraordinary Memory : NPR Talk of the Nation
- On Point with Tom Ashbrook:  The Perfect Memory